# Файе (Эна)
Файе́ (фр. Fayet) — коммуна во Франции, находится в регионе Пикардия. Департамент коммуны — Эна. Входит в состав кантона Сен-Кантен-1. Округ коммуны — Сен-Кантен.
Код INSEE коммуны — 02303.

## Население
Население коммуны на 2010 год составляло 588 человек.
| 1962 | 1968 | 1975 | 1982 | 1990 | 1999 | 2010 |
| ---- | ---- | ---- | ---- | ---- | ---- | ---- |
| 341  | 361  | 542  | 586  | 582  | 580  | 588  |

## Экономика
В 2010 году среди 342 человек трудоспособного возраста (15—64 лет) 253 были экономически активными, 89 — неактивными (показатель активности — 74,0 %, в 1999 году было 69,8 %). Из 253 активных жителей работали 241 человек (131 мужчина и 110 женщин), безработных было 12 (5 мужчин и 7 женщин). Среди 89 неактивных 32 человека были учениками или студентами, 32 — пенсионерами, 25 были неактивными по другим причинам.